# FC Madriu
FC Madriu – andorski klub futsalowy z siedzibą w mieście Andora, obecnie występuje w najwyższej klasie rozgrywkowej Andory.

## Sukcesy
- Mistrzostwo Andory (2): 2007/08, 2008/09
- Puchar Andory (3): 2007/08, 2008/09, 2009/10
- Superpuchar Andory (4): 2007/08, 2008/09, 2009/10, 2010/11